# Suyupampa Centro
Suyupampa Centro es un caserío peruano ubicado en el distrito de Ayabaca, perteneciente a la provincia homónima del departamento de Piura, al norte del Perú. 

## Ubicación
Suyupampa Centro se ubica al norte de la provincia de Ayabaca, en el distrito de Ayabaca, en el departamento de Piura.

## Demografía
En 2017 Suyupampa Centro tenía una población de 225 habitantes.
| Gráfica de evolución demográfica de Suyupampa Centro entre 1993 y 2017 |
|                                                                        |
| Fuentes: Población 1993 y 2017                                         |